# Ermita de San Miguel (Aldaya)
La ermita de San Miguel es un pequeño templo situado en la calle San Miguel, 7, en el municipio de Aldaya (Valencia) España. Es Bien de Relevancia Local con identificador número 46.14.021-002.

## Descripción
El templo forma parte de una vivienda compuesta de planta baja y piso. Su fachada es inconspicua, solo señalada por un retablo del santo titular y una puerta adintelada. En la terraza de la vivienda se encuentra una espadaña con campana así como otro elemento dispuesto simétricamente pero que es ciego y alberga un busto de la Virgen.
Las dimensiones del interior son modestas. El piso es de losetas blancas y negras y el techo está plafonado. Hay un altar barroco con la imagen de San Miguel.